# Megaleuctra complicata
Megaleuctra complicata är en bäcksländeart som beskrevs av Peter Walter Claassen 1937. Megaleuctra complicata ingår i släktet Megaleuctra och familjen smalbäcksländor. Inga underarter finns listade i Catalogue of Life.